# Cheongnam-myeon
Cheongnam-myeon (koreanska: 청남면) är en socken i Sydkorea.  Den ligger i kommunen Cheongyang-gun i provinsen Södra Chungcheong, i den centrala delen av landet, 140 km söder om huvudstaden Seoul.